# Carlos Varela Aguirre
Carlos Varela (Penco, Chile, 2 de enero de 1918-8 de septiembre de 1964) fue un futbolista de Chile que jugó en la posición de delantero centro.

## Carrera

### Club
| Periodo   | Club           |
| --------- | -------------- |
| 1940-1943 | Fanaloza FC    |
| 1944-1950 | Audax Italiano |

### Selección nacional
Debutó con Chile el 9 de diciembre de 1947 en la victoria por 2-1 sobre Perú en Guayaquil por la Copa América 1947, partido en el que anotó su único gol internacional. Su último partido internacional lo jugó el 8 de mayo de 1949 en la victoria por 3-1 sobre Uruguay el Belo Horizonte por la Copa América 1949, siendo el único partido internacional en el que no fue titular.

## Logros
- Primera División de Chile (2): 1946, 1948